# Cover (filme)
Cover é um filme estadunidense de 2007 dirigido por Bill Duke. Sua estreia ocorreu em 21 de setembro desse ano nos Estados Unidos.
Nos papéis principais, Vivica A. Fox e Louis Gossett, Jr..